# تلمبه الله‌آباد
تلمبه الله‌آباد یک منطقهٔ مسکونی در ایران است که در دهستان نگار واقع شده‌است.